# Campeonato Europeu de Atletismo em Pista Coberta de 2019 - Heptatlo masculino
A prova do heptatlo masculino do Campeonato Europeu de Atletismo em Pista Coberta de 2019 foi disputada entre os dias  2 e 3 de março de 2019 na Emirates Arena, em Glasgow, no Reino Unido. 

## Recordes
Antes desta competição, os recordes mundiais e do campeonato nesta prova eram os seguintes:
|                       | Nome         | Nacionalidade  | Pontos   | Local    | Data                |
| --------------------- | ------------ | -------------- | -------- | -------- | ------------------- |
| Recorde mundial       | Ashton Eaton | Estados Unidos | 6645 pts | Istambul | 10 de março de 2012 |
| Recorde do campeonato | Kevin Mayer  | França         | 6479 pts | Belgrado | 5 de março de 2017  |
| Recorde europeu       | Kevin Mayer  | França         | 6479 pts | Belgrado | 5 de março de 2017  |

## Medalhistas
| Oruro               | Prata                     | Bronze          |
| Espanha Jorge Ureña | Reino Unido Tim Duckworth | Ilya Shkurenyov |

## Cronograma
Todos os horários são locais (UTC+0).
| Data       | Hora  | Evento                  |
| ---------- | ----- | ----------------------- |
| 2 de março | 10:08 | 60 metros               |
| 2 de março | 12:05 | Salto em distância      |
| 2 de março | 18:02 | Arremesso de peso       |
| 2 de março | 19:50 | Salto em altura         |
| 3 de março | 10:06 | 60 metros com barreiras |
| 3 de março | 11:15 | Salto com vara          |
| 3 de março | 19:37 | 1000 metros             |

## Resultados

### 60 metros
A prova foi realizada às 10:08 no dia 2 de março. 

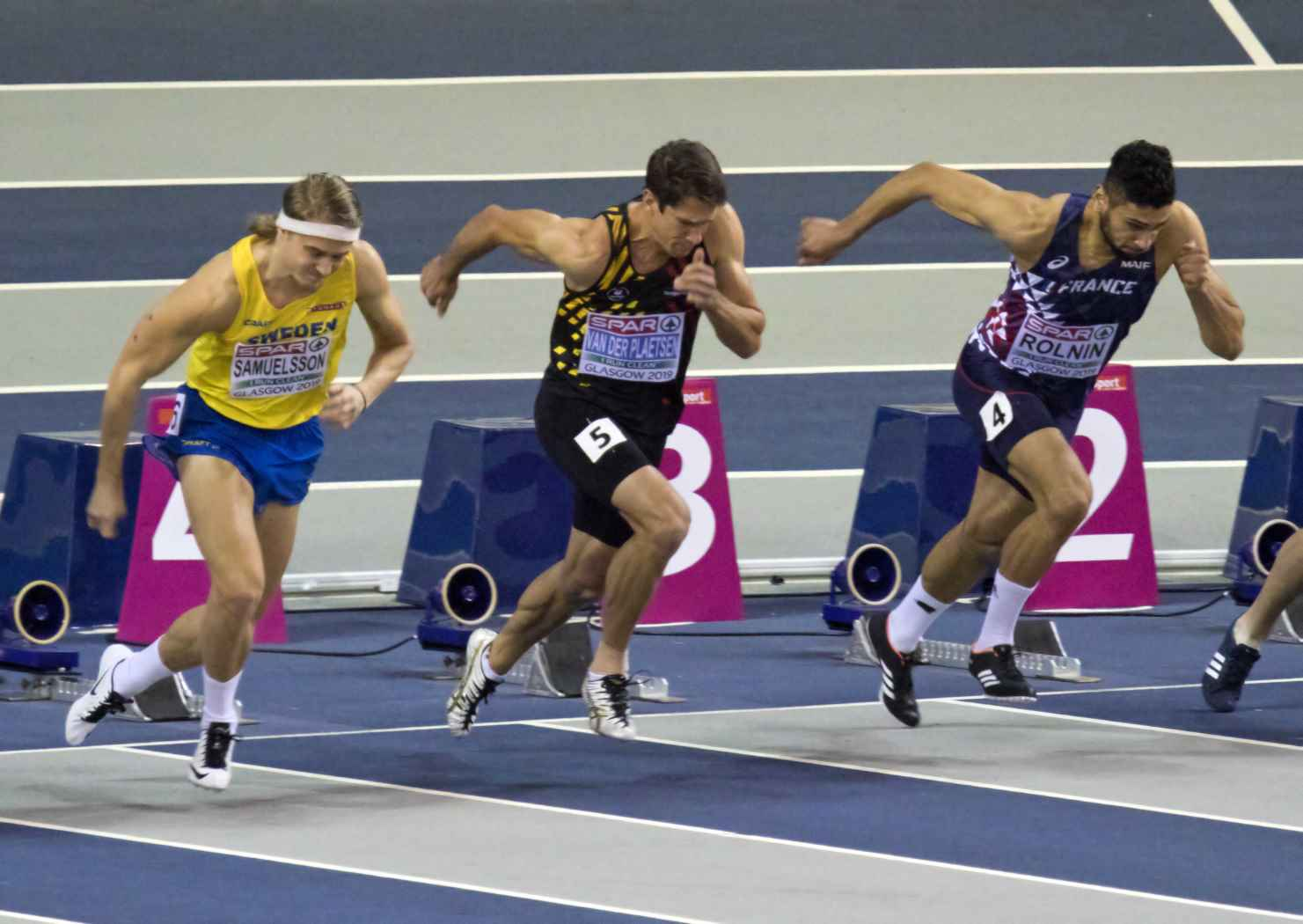
Bateria 1

| Posição | Bateria | Raia | Atleta                  | Nacionalidade               | Tempo | Notas                | Pontos |
| ------- | ------- | ---- | ----------------------- | --------------------------- | ----- | -------------------- | ------ |
| 1       | 2       | 4    | Karl Robert Saluri      | Estónia                     | 6.75  |                      | 973    |
| 2       | 2       | 7    | Tim Duckworth           | Grã-Bretanha                | 6.85  |                      | 936    |
| 3       | 2       | 5    | Jorge Ureña             | Espanha                     | 6.96  | Recorde da temporada | 897    |
| 4       | 2       | 3    | Martin Roe              | Noruega                     | 7.03  |                      | 872    |
| 5       | 1       | 3    | Andreas Bechmann        | Alemanha                    | 7.05  | Recorde pessoal      | 865    |
| 6       | 1       | 6    | Fredrik Samuelsson      | Suécia                      | 7.06  |                      | 861    |
| 7       | 2       | 6    | Jiří Sýkora             | Chéquia                     | 7.08  |                      | 854    |
| 8       | 1       | 4    | Basile Rolnin           | França                      | 7.13  |                      | 837    |
| 8       | 1       | 7    | Vital Zhuk              | Bielorrússia                | 7.13  | Recorde pessoal      | 837    |
| 10      | 1       | 8    | Janek Õiglane           | Estónia                     | 7.15  |                      | 830    |
| 11      | 2       | 8    | Ilya Shkurenyov         | Atletas Neutros Autorizados | 7.18  |                      | 819    |
| 12      | 1       | 5    | Thomas Van der Plaetsen | Bélgica                     | 7.35  |                      | 762    |

### Salto em distância
A prova foi realizada às 12:05 no dia 2 de março. 
| Posição | Atleta                  | Nacionalidade               | #1   | #2   | #3   | Resultado | Notas                | Pontos | Total |
| ------- | ----------------------- | --------------------------- | ---- | ---- | ---- | --------- | -------------------- | ------ | ----- |
| 1       | Tim Duckworth           | Grã-Bretanha                | 7.79 | x    | 7.74 | 7.79      | Recorde da temporada | 1007   | 1947  |
| 2       | Fredrik Samuelsson      | Suécia                      | 7.39 | 7.43 | 7.66 | 7.66      | Recorde pessoal      | 975    | 1836  |
| 2       | Ilya Shkurenyov         | Atletas Neutros Autorizados | 7.39 | 7.43 | 7.66 | 7.66      |                      | 975    | 1794  |
| 4       | Thomas Van der Plaetsen | Bélgica                     | 7.57 | 7.45 | 7.42 | 7.57      |                      | 952    | 1714  |
| 5       | Martin Roe              | Noruega                     | 7.53 | 7.49 | 7.53 | 7.53      |                      | 942    | 1814  |
| 6       | Karl Robert Saluri      | Estónia                     | 7.49 | x    | 7.48 | 7.49      |                      | 932    | 1905  |
| 7       | Basile Rolnin           | França                      | 7.44 | 7.38 | 7.13 | 7.44      |                      | 920    | 1757  |
| 8       | Jorge Ureña             | Espanha                     | 7.29 | 7.11 | 7.39 | 7.39      |                      | 908    | 1805  |
| 9       | Andreas Bechmann        | Alemanha                    | 7.11 | 7.23 | 7.39 | 7.39      | Recorde da temporada | 908    | 1773  |
| 10      | Jiří Sýkora             | Chéquia                     | 7.36 | x    | x    | 7.36      |                      | 900    | 1754  |
| 11      | Janek Õiglane           | Estónia                     | 7.14 | 7.23 | 6.89 | 7.23      |                      | 869    | 1699  |
| 12      | Vital Zhuk              | Bielorrússia                | x    | x    | 6.55 | 6.55      |                      | 709    | 1546  |

### Arremesso de peso
A prova foi realizada às 18:02 no dia 2 de março. 
| Posição | Atleta                  | Nacionalidade               | #1    | #2    | #3    | Resultado | Notas           | Pontos | Total |
| ------- | ----------------------- | --------------------------- | ----- | ----- | ----- | --------- | --------------- | ------ | ----- |
| 1       | Vital Zhuk              | Bielorrússia                | 16.32 | 15.26 | 15.81 | 16.32     | Recorde pessoal | 871    | 2417  |
| 2       | Martin Roe              | Noruega                     | 15.59 | 15.60 | 15.53 | 15.60     |                 | 827    | 2641  |
| 3       | Janek Õiglane           | Estónia                     | 14.99 | 15.50 | x     | 15.50     | Recorde pessoal | 820    | 2519  |
| 4       | Basile Rolnin           | França                      | 13.30 | 14.56 | 15.17 | 15.17     | Recorde pessoal | 800    | 2557  |
| 5       | Jiří Sýkora             | Chéquia                     | 14.60 | 15.09 | 15.05 | 15.09     | Recorde pessoal | 795    | 2549  |
| 6       | Fredrik Samuelsson      | Suécia                      | 12.35 | 13.92 | 14.69 | 14.69     | Recorde pessoal | 771    | 2607  |
| 7       | Jorge Ureña             | Espanha                     | x     | x     | 14.68 | 14.68     | Recorde pessoal | 770    | 2575  |
| 8       | Ilya Shkurenyov         | Atletas Neutros Autorizados | 13.55 | 13.61 | 14.30 | 14.30     |                 | 747    | 2541  |
| 9       | Andreas Bechmann        | Alemanha                    | 13.55 | 14.04 | x     | 14.04     |                 | 731    | 2504  |
| 10      | Karl Robert Saluri      | Estónia                     | x     | 13.84 | x     | 13.84     |                 | 719    | 2624  |
| 11      | Thomas Van der Plaetsen | Bélgica                     | 13.76 | 13.66 | 13.36 | 13.76     |                 | 714    | 2428  |
| 12      | Tim Duckworth           | Grã-Bretanha                | 11.72 | 12.89 | 12.97 | 12.97     |                 | 665    | 2608  |

### Salto em altura
A prova foi realizada às 19:50 no dia 2 de março. 
| Posição | Grupo | Atleta                  | Nacionalidade               | 1.80 | 1.83 | 1.86 | 1.89 | 1.92 | 1.95 | 1.98 | 2.01 | 2.04 | 2.07 | 2.10 | 2.13 | 2.16 | Resultado | Notas                | Pontos | Total |
| ------- | ----- | ----------------------- | --------------------------- | ---- | ---- | ---- | ---- | ---- | ---- | ---- | ---- | ---- | ---- | ---- | ---- | ---- | --------- | -------------------- | ------ | ----- |
| 1       | A     | Tim Duckworth           | Grã-Bretanha                | –    | –    | –    | –    | –    | –    | –    | xo   | o    | o    | o    | o    | xxx  | 2.13      |                      | 925    | 3533  |
| 2       | A     | Thomas Van der Plaetsen | Bélgica                     | –    | –    | –    | –    | –    | –    | o    | –    | xo   | o    | o    | xxx  |      | 2.10      | Recorde da temporada | 896    | 3324  |
| 3       | B     | Andreas Bechmann        | Alemanha                    | –    | –    | –    | o    | o    | o    | xo   | o    | o    | xo   | xxx  |      |      | 2.07      | Recorde pessoal      | 868    | 3372  |
| 4       | B     | Fredrik Samuelsson      | Suécia                      | –    | –    | –    | –    | o    | –    | o    | o    | o    | xxo  | xxx  |      |      | 2.07      | Recorde da temporada | 868    | 3475  |
| 5       | A     | Jorge Ureña             | Espanha                     | –    | –    | o    | –    | –    | o    | –    | xo   | o    | xxo  | xxx  |      |      | 2.07      | Recorde da temporada | 868    | 3443  |
| 6       | A     | Ilya Shkurenyov         | Atletas Neutros Autorizados | –    | –    | –    | –    | –    | o    | –    | o    | o    | xxx  |      |      |      | 2.04      |                      | 840    | 3381  |
| 7       | A     | Basile Rolnin           | França                      | –    | –    | –    | –    | o    | xo   | xo   | xxo  | xxo  | xxr  |      |      |      | 2.04      |                      | 840    | 3397  |
| 8       | A     | Janek Õiglane           | Estónia                     | –    | –    | –    | –    | o    | –    | o    | xo   | xxx  |      |      |      |      | 2.01      | Recorde da temporada | 813    | 3332  |
| 9       | B     | Vital Zhuk              | Bielorrússia                | –    | –    | o    | xo   | o    | xo   | xxo  | xxx  |      |      |      |      |      | 1.98      |                      | 785    | 3202  |
| 10      | B     | Jiří Sýkora             | Chéquia                     | –    | –    | –    | –    | o    | –    | xxx  |      |      |      |      |      |      | 1.92      |                      | 731    | 3280  |
| 11      | B     | Martin Roe              | Noruega                     | –    | o    | o    | xo   | o    | xxx  |      |      |      |      |      |      |      | 1.92      |                      | 731    | 3372  |
|         | B     | Karl Robert Saluri      | Estónia                     |      |      |      |      |      |      |      |      |      |      |      |      |      | DNS       |                      |        |       |

### 60 metros com barreiras
A prova foi realizada às 10:06 no dia 3 de março. 
| Posição | Bateria | Raia | Atleta                  | Nacionalidade               | Resultado | Notas           | Pontos | Total |
| ------- | ------- | ---- | ----------------------- | --------------------------- | --------- | --------------- | ------ | ----- |
| 1       | 2       | 3    | Jorge Ureña             | Espanha                     | 7.78      | Recorde pessoal | 1038   | 4481  |
| 2       | 2       | 7    | Jiří Sýkora             | Chéquia                     | 8.02      |                 | 977    | 4257  |
| 2       | 1       | 6    | Ilya Shkurenyov         | Atletas Neutros Autorizados | 8.02      |                 | 977    | 4358  |
| 4       | 2       | 4    | Tim Duckworth           | Grã-Bretanha                | 8.16      |                 | 942    | 4475  |
| 5       | 2       | 5    | Janek Õiglane           | Estónia                     | 8.18      |                 | 937    | 4269  |
| 6       | 2       | 6    | Fredrik Samuelsson      | Suécia                      | 8.20      |                 | 932    | 4407  |
| 7       | 1       | 8    | Thomas Van der Plaetsen | Bélgica                     | 8.29      |                 | 910    | 4234  |
| 8       | 1       | 4    | Martin Roe              | Noruega                     | 8.36      | Recorde pessoal | 893    | 4265  |
| 9       | 1       | 5    | Andreas Bechmann        | Alemanha                    | 8.55      |                 | 848    | 4220  |
| 10      | 1       | 7    | Vital Zhuk              | Bielorrússia                | 8.57      |                 | 843    | 4045  |
|         | 2       | 8    | Basile Ronin            | França                      | DNS       |                 |        |       |

### salto com vara
A prova foi realizada às 11:15 no dia 3 de março. 
| Posição | Atleta                  | Nacionalidade               | 4.40 | 4.50 | 4.60 | 4.70 | 4.80 | 4.90 | 5.00 | 5.10 | 5.20 | 5.30 | 5.40 | Resultado | Notas                | Pontos | Total |
| ------- | ----------------------- | --------------------------- | ---- | ---- | ---- | ---- | ---- | ---- | ---- | ---- | ---- | ---- | ---- | --------- | -------------------- | ------ | ----- |
| 1       | Ilya Shkurenyov         | Atletas Neutros Autorizados | –    | –    | –    | –    | o    | –    | o    | o    | o    | xxx  |      | 5.20      |                      | 972    | 5330  |
| 2       | Andreas Beckmann        | Alemanha                    | –    | –    | –    | o    | o    | o    | xo   | xxo  | o    | xxx  |      | 5.20      | Recorde pessoal      | 972    | 5192  |
| 3       | Thomas Van der Plaetsen | Bélgica                     | –    | –    | –    | –    | –    | –    | o    | –    | xxo  | –    | xxx  | 5.20      |                      | 972    | 5206  |
| 4       | Fredrik Samuelsson      | Suécia                      | –    | o    | –    | o    | o    | o    | o    | xxx  |      |      |      | 5.00      | Recorde pessoal      | 910    | 5317  |
| 5       | Tim Duckworth           | Grã-Bretanha                | –    | –    | o    | o    | xo   | xo   | o    | xxx  |      |      |      | 5.00      |                      | 910    | 5385  |
| 6       | Jorge Ureña             | Espanha                     | –    | –    | o    | –    | o    | xo   | xxo  | xxx  |      |      |      | 5.00      | Recorde da temporada | 910    | 5391  |
| 7       | Martin Roe              | Noruega                     | –    | o    | o    | o    | xo   | o    | xxx  |      |      |      |      | 4.90      | Recorde pessoal      | 880    | 5145  |
| 8       | Janek Õiglane           | Estónia                     | –    | –    | –    | –    | o    | –    | xr   |      |      |      |      | 4.80      |                      | 849    | 5118  |
| 9       | Vital Zhuk              | Bielorrússia                | –    | –    | o    | xo   | xo   | xxx  |      |      |      |      |      | 4.80      | Recorde pessoal      | 849    | 4894  |
| 10      | Jiří Sýkora             | Chéquia                     | xr   |      |      |      |      |      |      |      |      |      |      | NM        |                      | 0      | 0     |

### 1000 metros
A prova foi realizada às 19:37 no dia 3 de março. 
| Posição | Atleta                  | Nacionalidade               | Resultado | Notas                | Pontos |
| ------- | ----------------------- | --------------------------- | --------- | -------------------- | ------ |
| 1       | Jorge Ureña             | Espanha                     | 2:44.27   |                      | 827    |
| 2       | Ilya Shkurenyov         | Atletas Neutros Autorizados | 2:45.35   |                      | 815    |
| 3       | Andreas Bechmann        | Alemanha                    | 2:45.86   |                      | 809    |
| 4       | Fredrik Samuelsson      | Suécia                      | 2:45.99   |                      | 808    |
| 5       | Martin Roe              | Noruega                     | 2:46.17   | Recorde pessoal      | 806    |
| 6       | Vital Zhuk              | Bielorrússia                | 2:47.18   | Recorde da temporada | 795    |
| 7       | Thomas Van der Plaetsen | Bélgica                     | 2:48.30   |                      | 783    |
| 8       | Tim Duckworth           | Grã-Bretanha                | 2:49.44   | Recorde pessoal      | 771    |
| 9       | Jiří Sýkora             | Chéquia                     | 2:50.58   |                      | 759    |
| 10      | Janek Õiglane           | Estónia                     | DNS       |                      | 0      |

## Classificação final
| Posição           | Atleta                  | Nacionalidade               | 60m  | SD   | AP    | SA   | 60 m C/B | SV   | 1000 m  | Pontos | Notas               |
| ----------------- | ----------------------- | --------------------------- | ---- | ---- | ----- | ---- | -------- | ---- | ------- | ------ | ------------------- |
| Medalha de ouro   | Jorge Ureña             | Espanha                     | 6.96 | 7.39 | 14.68 | 2.07 | 7.78     | 5.00 | 2:44.27 | 6218   | Melhor marca do ano |
| Medalha de prata  | Tim Duckworth           | Grã-Bretanha                | 6.85 | 7.79 | 12.97 | 2.13 | 8.16     | 5.00 | 2:49.44 | 6156   |                     |
| Medalha de bronze | Ilya Shkurenyov         | Atletas Neutros Autorizados | 7.18 | 7.66 | 14.30 | 2.04 | 8.02     | 5.20 | 2:45.36 | 6145   |                     |
| 4                 | Fredrik Samuelsson      | Suécia                      | 7.06 | 7.66 | 14.69 | 2.07 | 8.20     | 5.00 | 2:45.99 | 6125   | Recorde pessoal     |
| 5                 | Andreas Bechmann        | Alemanha                    | 7.05 | 7.39 | 14.04 | 2.07 | 8.55     | 5.20 | 2:45.86 | 6001   |                     |
| 6                 | Thomas Van der Plaetsen | Bélgica                     | 7.35 | 7.57 | 13.76 | 2.10 | 8.29     | 5.20 | 2:48.30 | 5989   |                     |
| 7                 | Martin Roe              | Noruega                     | 7.03 | 7.53 | 15.60 | 1.92 | 8.36     | 4.90 | 2:46.17 | 5951   | Recorde nacional    |
| 8                 | Vital Zhuk              | Bielorrússia                | 7.13 | 6.55 | 16.32 | 1.98 | 8.57     | 4.80 | 2:47.18 | 5689   |                     |
| 9                 | Jiří Sýkora             | Chéquia                     | 7.08 | 7.36 | 15.09 | 1.92 | 8.02     | NM   | 2:50.58 | 5016   |                     |
| 10                | Janek Õiglane           | Estónia                     | 7.15 | 7.23 | 15.50 | 2.01 | 8.18     | 4.80 | DNS     | DNF    |                     |
| 11                | Basile Rolnin           | França                      | 7.13 | 7.44 | 15.17 | 2.04 | DNS      | –    | –       | DNF    |                     |
| 12                | Karl Robert Saluri      | Estónia                     | 6.75 | 7.49 | 13.84 | DNS  | –        | –    | –       | DNF    |                     |

Legenda
| Recorde mundial       | Recorde mundial (World record)               |                       | Recorde africano                      | Recorde africano (African) |                                           | Q | Classificado por posição (Qualified) |
| Recorde do campeonato | Recorde do campeonato (Championship record)  | Recorde da América    | Recorde da América (Americas)         | q                          | Classificado por melhor tempo (Qualified) |   |                                      |
| Melhor marca do ano   | Melhor marca do ano (World leading)          | Recorde asiático      | Recorde asiático (Asian)              | DNS                        | Não largou (Did not start)                |   |                                      |
| Recorde nacional      | Recorde nacional (National record)           | Recorde europeu       | Recorde europeu (European)            | DNF                        | Não terminou (Did not finish)             |   |                                      |
| Recorde pessoal       | Recorde pessoal do atleta (Personal best)    | Recorde da Oceania    | Recorde da Oceania (Oceania)          | DSQ / DQ                   | Desclassificado (Disqualified)            |   |                                      |
| Recorde da temporada  | Recorde da temporada do atleta (Season best) | Recorde sul-americano | Recorde sul-americano (South America) | NM                         | Sem marca (No mark)                       |   |                                      |